# Jeanine Hennis-Plasschaert
Jeanine Hennis-Plasschaert (neerlandès: Jeanine Antoinette Hennis-Plasschaert)  (Heerlen, 7 d'abril de 1973) és una política i diplomàtica neerlandesa. És coordinadora especial de les Nacions Unides per al Líban d'ençà del maig de 2024, després d'haver estat Representant Especial del Secretari General a la Missió d'Assistència de les Nacions Unides per a l'Iraq d'ençà de l'1 de novembre de 2018. És membre del Partit Popular per la Llibertat i la Democràcia (VVD).
Hennis-Plasschaert, d'ofici funcionària, va ser elegida diputada al Parlament Europeu pl'Grup de l'Aliança dels Demòcrates i Liberals per Europa (ALDE) després de les eleccions del Parlament Europeu el 20 de juliol de 2004; va ser reelegida després de l'elecció del Parlament Europeu de 2009. Va ser elegida membre de la Cambra de Representants a les eleccions generals de 2010 i va renunciar com diputada al Parlament Europeu el mateix dia en què va assumir el càrrec de diputada a la Cambra de Representants el 17 de juny de 2010.
Després de les eleccions de 2012 i després de la formació del gabinet es va formar el segon gabinet Rutte amb Hennis-Plasschaert convertida en ministra de Defensa. Va deixar la Cambra de Representants el 5 de novembre de 2012, el mateix dia que va assumir el càrrec de Ministra de Defensa. Ho va ser fins a la seva dimissió el 4 d'octubre de 2017. Després de les eleccions de 2017 va tornar com a membre de la Cambra de Representants, des del 23 de març de 2017 fins al 13 de setembre de 2018.

## Biografia
Jeanine Antoinette Plasschaert va néixer a Heerlen, Països Baixos. Va seguir la seva educació secundària en el St. Anthony's College a Gouda i va estudiar en l'Acadèmia Europea de la Secretaria en Utrecht.

### Carrera política

#### Membre del Parlament Europeu, 2004-2010
El 2004, Hennis-Plasschaert va ser elegida al Parlament Europeu pel VVD (Partit Europeu dels Liberals, Demòcrates i Reformistes) amb 44.000 vots. En el Parlament Europeu, Hennis-Plasschaert va ser membre de la Comissió de Transports i Turisme i substituta a la Comissió de Llibertats Civils, Justícia i Assumptes d'Interior. També va ser membre de la Delegació en la Comissió Parlamentària Mixta UE-Romania i va substituir a la Delegació en la Comissió Parlamentària Mixta UE-Turquia.

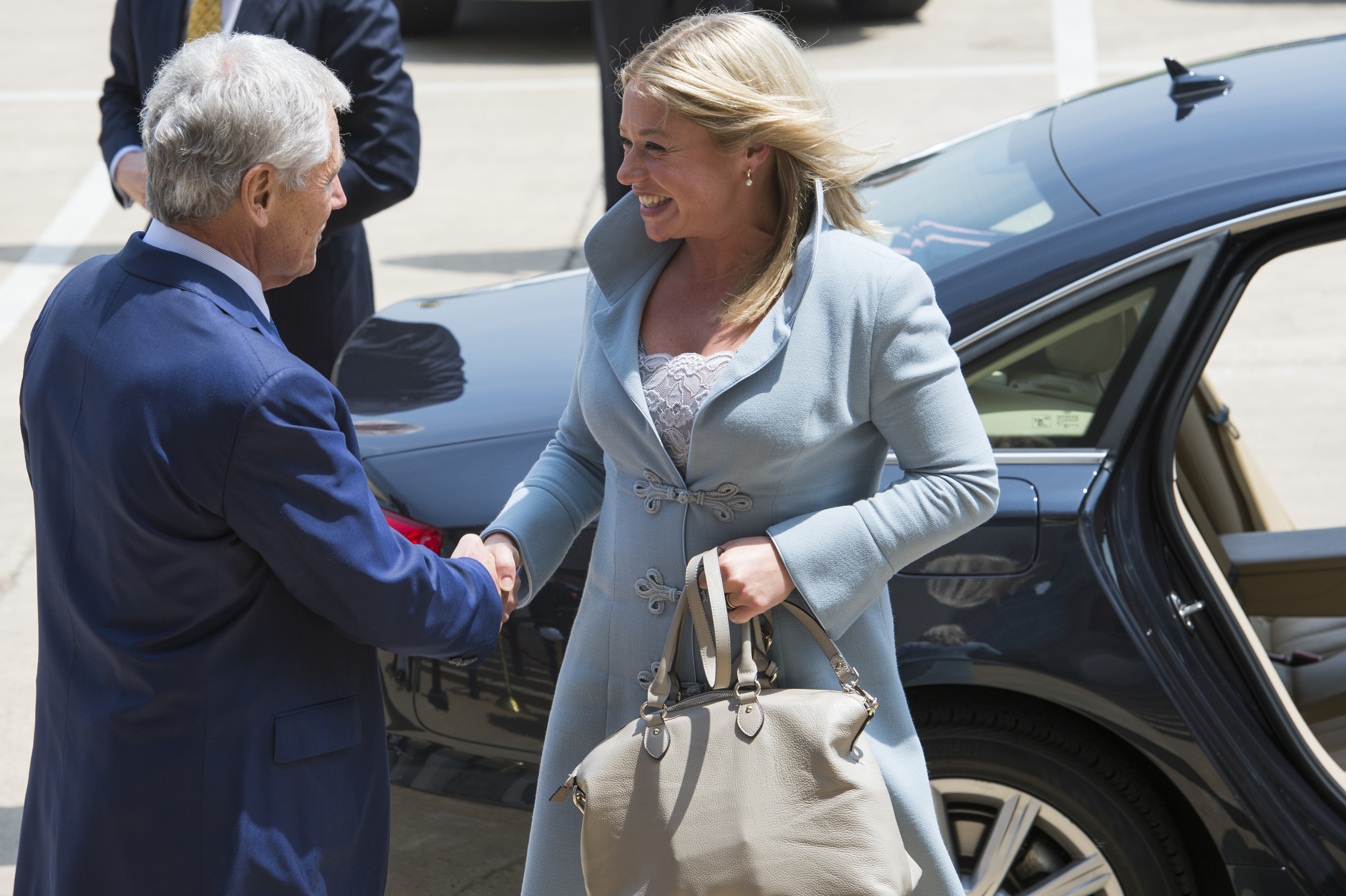
Jeanine Hennis-Plasschaert amb el Secretari de Defensa dels Estats Units, Chuck Hagel, el 22 de maig de 2013.

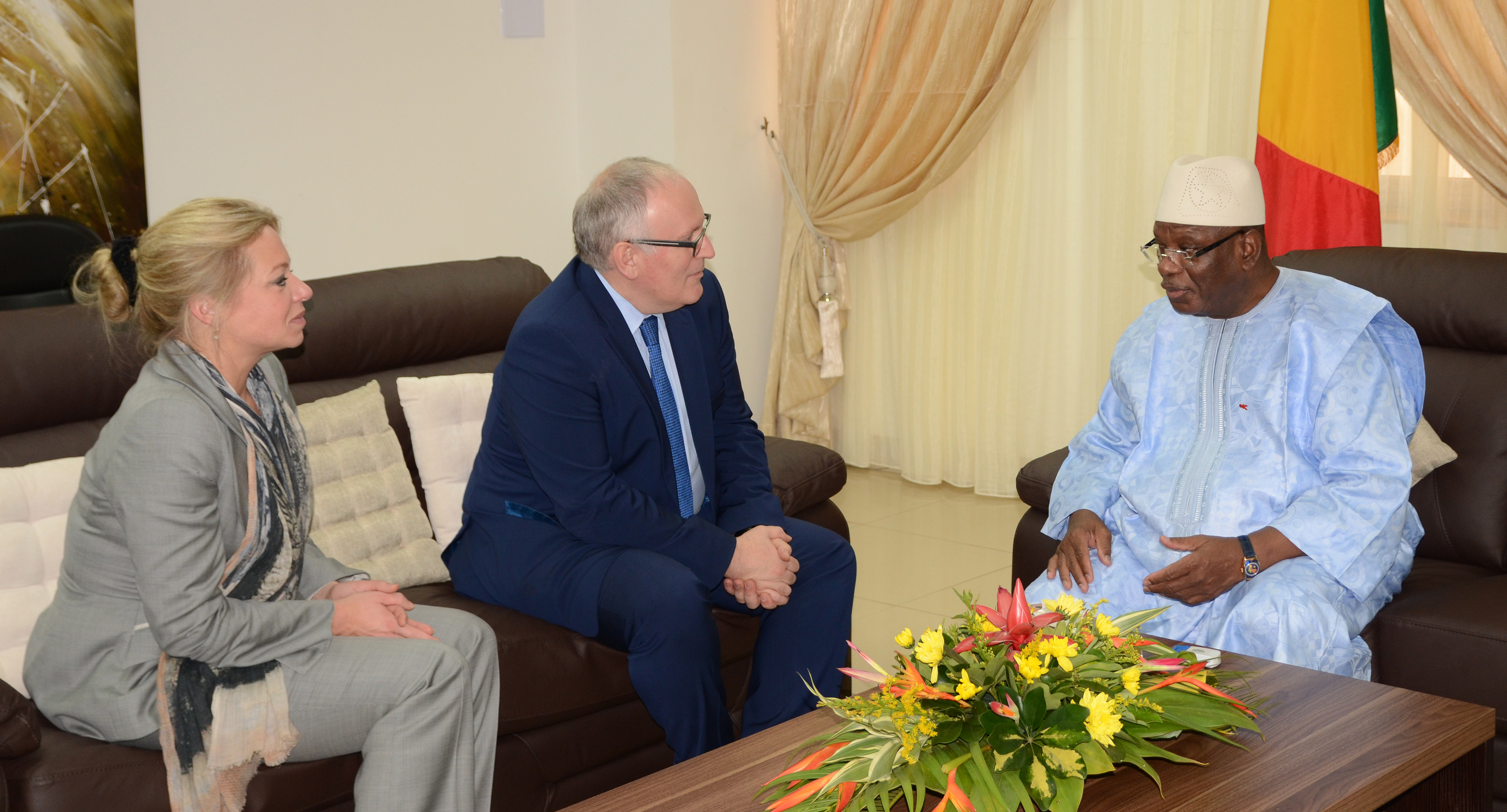
Jeanine Hennis-Plasschaert i el ministre d'Afers exteriors Frans Timmermans amb el President de Mali Ibrahim Boubacar Keïta el 28 de novembre de 2013.

El maig de 2005, Hennis-Plasschaert va presentar un informe al Parlament Europeu sobre la seguretat dels aeroports. Va argumentar que les normes de seguretat contra els atacs terroristes només s'haurien d'aplicar als aeroports i no a les zones veïnes. A més, les normes sobre costos i seguretat no han de distorsionar la lliure competència. El febrer de 2006 va formular preguntes sobre el codi de conducta dels mitjans de comunicació establert per la Comissió Europea rere la controvèrsia de caricatures al Jyllands-Posten sobre Mahoma. El març de 2006 volia entrar a Belarús per supervisar les eleccions presidencials com observadora independent; tanmateix, se li va denegar l'entrada.
El febrer de 2010, Hennis-Plasschaert, com a ponent sobre la qüestió, va dirigir el vot del PE per aturar un acord entre la UE i els Estats Units que hauria permès a les autoritats estatunidenques accedir a les dades bancàries dels ciutadans europeus en la xarxa SWIFT.

#### Carrera en la política nacional
Hennis-Plasschaert va ser en el 4t lloc en la llista del seu partit per les eleccions generals neerlandeses de 2010 i es va convertir en membre de la Cambra de Representants neerlandesa. Es va centrar en qüestions de seguretat pública, policia holandesa, igualtat de tracte, drets LGBT i gestió d'emergències. Durant les eleccions generals neerlandeses de 2012, va ser el número 4 en la llista per la VVD i, per tant, va ser reelegida. Després de la següent formació del gabinet es va convertir en la possible ministra de Defensa del Gabinet Rutte II. L'octubre de 2015, va ser nomenada la dona més influent en els Països Baixos.
Sota el lideratge d'Hennis-Plasschaert, els Països Baixos es van comprometre el 2013 a comprar 37 avions de caça Lockheed Martin F-35 Lightning II per uns 4.500 milions d'euros per substituir la seva envellida flota de General Dynamics F-16 Fighting Falcon.
Des del 2014, Hennis-Plasschaert va supervisar la missió holandesa de sis avions de caça F-16 que van dur a terme atacs aeris contra objectius de l'Estat Islàmic a l'Iraq. El 29 de gener de 2016, va estendre els atacs aeris a Síria.
A les eleccions nacionals de 2017, Hennis-Plasschaert va ser el número dos en la llista de candidats de VVD. Tanmateix, a la fi d'aquell any, la Junta de Seguretat dels Països Baixos va publicar un informe en què destacava greus deficiències en el Ministeri de Defensa en relació amb un accident de formació en artilleria en Mali que va matar dos soldats de manteniment de la pau neerlandesos i va ferir a un tercer. Arran de l'informe, Hennis-Plasschaert va ordenar controls addicionals sobre les municions i l'atenció mèdica de les tropes en les missions. També va començar a posar fi a la contribució holandesa a la Missió Multidimensional Integrada d'Estabilització de les Nacions Unides en Mali (MINUSMA), a la que havia proporcionat inicialment helicòpters Boeing AH-64 Apatxe el 2013. Tanmateix, davant les contínues crítiques, finalment va anunciar la seva dimissió després d'un debat en la Cambra de Representants el 3 d'octubre, presentant la seva dimissió l'endemà. La seva dimissió es va produir quan les negociacions per formar un nou govern de la tercera coalició sota la presidència Mark Rutte van entrar en la seva fase final.

#### Carrera en les Nacions Unides
L'agost de 2018, Hennis-Plasschaert va ser nomenada pel Secretari General de les Nacions Unides, António Guterres, com a Representant Especial per Iraq i Cap de la Missió d'Assistència de les Nacions Unides per Iraq (UNAMI), succeint a Ján Kubiš.

### Activitats a l’Iraq
El desembre de 2019, Hennis-Plasschaert va demanar redoblar esforços per restaurar l'equilibri civil i la protecció de la llibertat d'expressió.
En una declaració conjunta amb la Missió d'Assistència de les Nacions Unides per l'Iraq (UNAMI), Hennis-Plasschaert va condemnar enèrgicament els assassinats de dos activistes a l'agost i els atacs contra altres en la ciutat meridional de Bàssora. Insta a què s'intensifiquin els esforços per portar als autors davant la justícia.
El 28 de gener de 2021 va visitar la Comissió Electoral Superior Independent en Bagdad. El 31 de gener de 2021, es va reunir amb Ali Akbar Velayati a Teheran, Iran, on va debatre les pròximes eleccions parlamentàries iraquianes.

## Altres activitats
- Comissió Transatlàntica d'Integritat Electoral (TCEI), Membre (des de 2018)[14]
- Fòrum Econòmic Mundial (WEF), membre del Grup de Polítiques Europees (des de 2017)[15]
- Fòrum Econòmic Mundial (WEF), Membre del Futur Consell Mundial sobre el Futur de la Seguretat Internacional[16]

## Vida personal
Ha estat casada amb l'economista Erik-Jan Hennis des del 27 de setembre de 2003 i té un fillastre. Viuen a Nederhorst den Berg.